# Dylan Harper
Dylan Harper (* 2. März 2006 in Franklin Lakes, New Jersey) ist ein US-amerikanisch-philippinischer Basketballspieler. Er wurde beim NBA-Draft 2025 an zweiter Stelle von den San Antonio Spurs ausgewählt und steht seitdem bei dieser Franchise unter Vertrag.

## Karriere

### Highschool und College
Harper besuchte die Don Bosco Preparatory High School in Ramsey, New Jersey, wo er als einer der besten Highschool-Spieler des Landes galt. In seiner Junior-Saison erzielte er durchschnittlich 24,9 Punkte, 6 Rebounds, 3 Assists und 2 Steals pro Spiel. Er wurde 2023 von NJ.com zum Highschool-Spieler des Jahres in New Jersey ernannt.
Zur Saison 2024/25 entschied sich Harper für ein Jahr am College bei den Rutgers Scarlet Knights zu spielen, wo er mit durchschnittlich 19,4 Punkten, 4,6 Rebounds und 4,0 Assists pro Spiel überzeugte. Für seine Leistungen wurde er ins Big Ten All-Freshman Team gewählt.

### NBA-Draft 2025
Am 25. Juni 2025 wurde Dylan Harper im NBA-Draft von den San Antonio Spurs an zweiter Stelle ausgewählt.

## Persönliches
Dylan Harper ist der Sohn des ehemaligen NBA-Spielers Ron Harper, der in den 1990er-Jahren mit den Chicago Bulls und Los Angeles Lakers fünf NBA-Titel gewann. Seine Mutter Maria Harper (geb. Pizarro) spielte ebenfalls College-Basketball. Sein älterer Bruder, Ron Harper Jr., spielte an der Rutgers University und schaffte ebenfalls den Sprung in die NBA, wo er jedoch in seinen ersten drei Karrierejahren lediglich 11 Spiele absolvierte.